# Ліцей (навчальний заклад у Давній Греції)

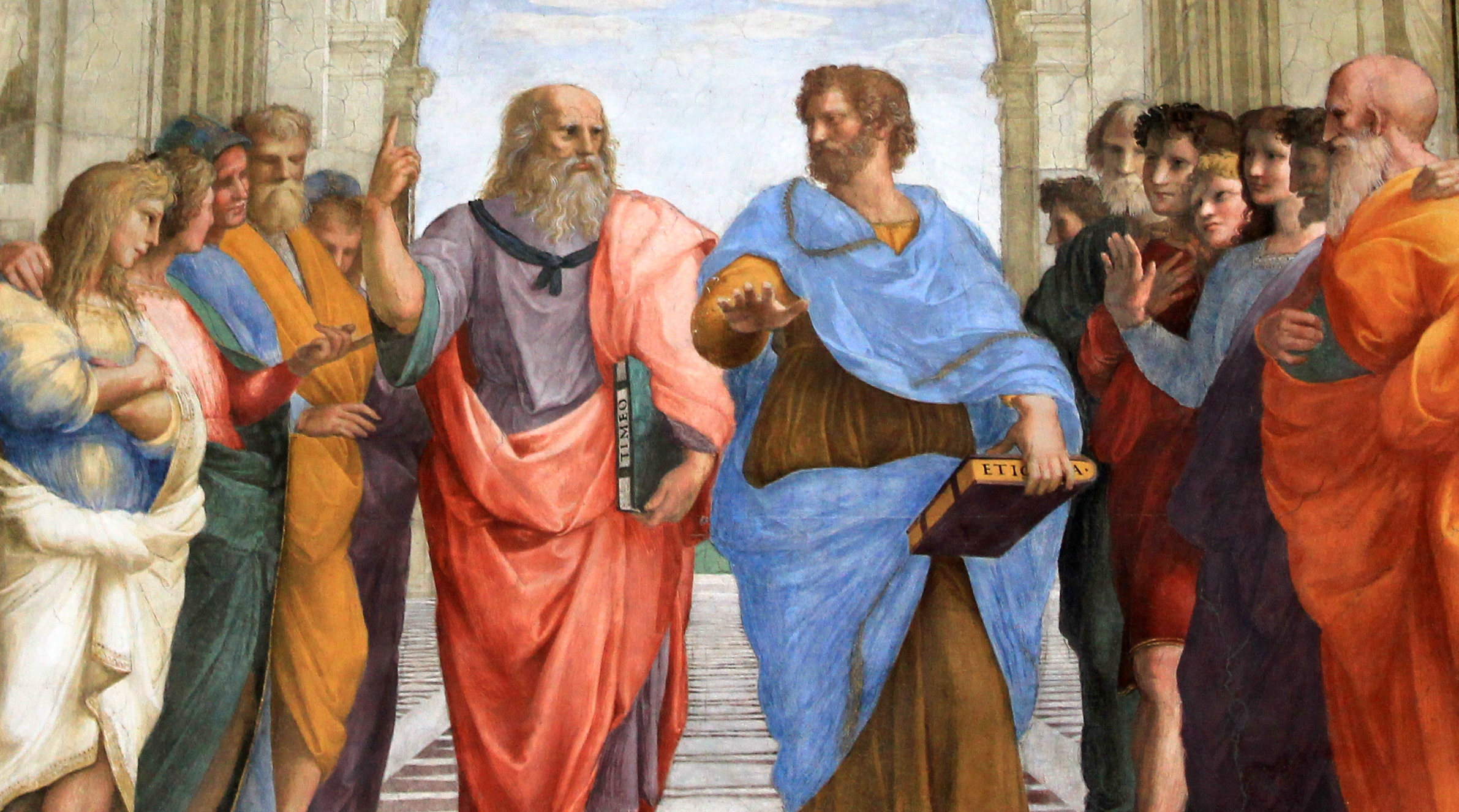
Суперечка Платона і Аристотеля. Фрагмент картини Рафаеля "Афінська школа" (1509-1511)

Ліцей (давньогрецька: Λύκειον, Lykeion) або Лікей  храм, присвячений Аполлону Lyceus )

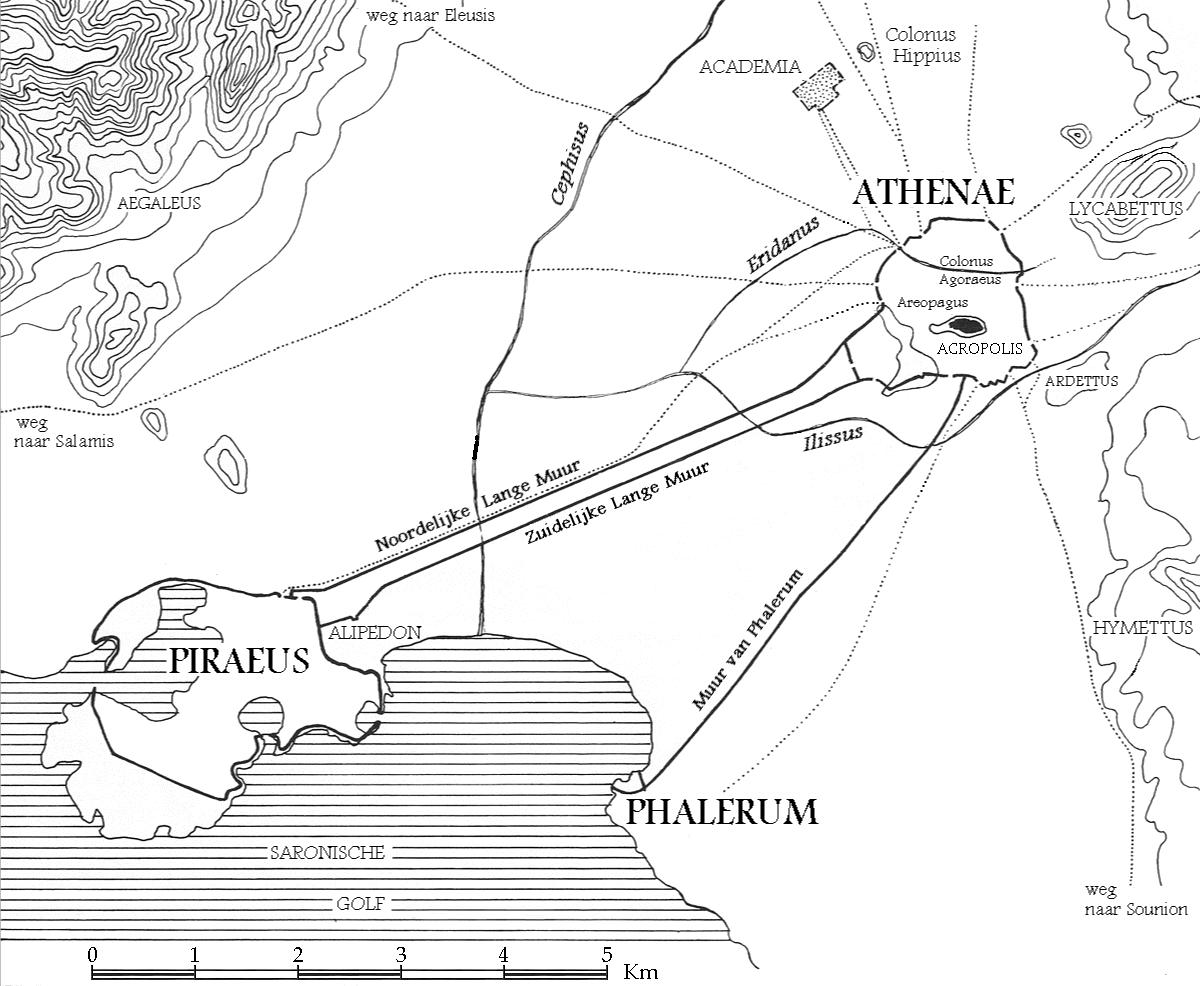
Мапа Давніх Афін із зображенням пагорбу Лікавіт (Lycebettus) та міського муру між якими розташовувався Ліцей

Ліцей був заснований Арістотелем у 335-334 році до н.е. як розвиток перепатетичних (мандрівних) філософських шкіл. Заклад продовжував працювати після від'їзду Арістотеля з Афін у 323 до н.е. допоки римський полководець Сулла не знищив його під час  нападу на Афіни в 86 році до нашої ери.
Залишки ліцею були виявлені в сучасних Афінах у 1996 році в парку позаду парламенту Греції.

## Ліцей до Арістотеля
Ліцей використовували для філософських дебатів задовго до Аристотеля. Зокрема у Ліцеї виступав Протагор та інші давньогрецькі філософи. Серед учасників дебатів були такі філософи як Ісократ, Платон і найвідоміший афінський вчитель Сократ. Крім військової підготовки та навчальних занять, у Ліцеї також розміщується Афінські Збори та проводяться культові та релігійні обряди.

## Школа і бібліотека Арістотеля
У 335 р. до н. е., Афіни переходять під владу Македонії і Аристотель, якому на той час виповнилося 50 років, повертається до нього з Азії. Після свого повернення, він починає викладати в ньому та засновує офіційну школу з назвою "Ліцей". Після ранкових уроків, Арістотель читає публічні лекції та розповсюджуются рукописи його трактатів. Послідовники доктрини Арістотеля відомі як Перипатетики . Перед заснуванням Ліцею Арістотель був виховником Олександра Македонського.
Арістотель приділяв увагу спільній роботі з учнями в рамках власних досліджень. Він призначав кожному з учнів власну тему. По завершенню досліджень учнями їх результати включалися до Арістотелевої бібліотеки.
Після захоплення Суллою  Афіни, книги бібліотеки були відправлені до Риму. Під час перевезення було втрачено приблизно 20% початкових книг. Ті твори, що збереглися, були систематизовані та відредаговані, найбільш ймовірно Андроніком Родоським, одинадцятим керівником Ліцею. Після цього вони були перекладені та набули широкого поширення, ставши одним з основних джерел з історії античної філософії.

## Ліцей після Аристотеля
Як керівник ліцею, Теофраст продовжив діяльність Арістотеля в усіх галузях досліджень ставши одним  з засновників такої наукової дисципліни як ботаніка. Хоча він не був громадянином Афін (він зустрів Арістотеля в 340 році до н.е. на своїй батьківщині, у Лесбос), він зумів купити землю неподалік від головного спортивному залу ліцею, а також декілька будівель для бібліотеки та додаткових класів у 315 році до н.е. 
В епоху Теофраста та його наступника, Стратона з Лампсака, Ліцей переживав період занепаду, допоки не був зруйнований у 86 році до н.е., під час нападу на Афіни.
Окремі дослідники вважають, що Ліцей був відновлений в І-му столітті н. е. Андроніком Родоським і діяв до зруйнування Герулом і готам  Афін у 267 році до н.е.

### Керівники Ліцею
Теофраст очолював ліцей протягом 36 років, з часу вигнання Арістотеля з Афін у 322 до н.е. до своєї смерті в 286 до н.е.. Існує припущення, що Арістотеля і Теофраста було поховано в садах ліцею, хоча їх могили не були ідентифіковані. 

### Члени Ліцею
У різні історичні періоди багато вчених навчалися чи викладали у Ліцеї. Найбільш відомими з них були - Евдем, математик та історик, Аристоксен — який написав праці про музику..

## Ліцей Аристотеля сьогодні
Місцезнаходження ліцею:37°58′26.67″ пн. ш. 23°44′36.61″ сх. д. / 37.9740750° пн. ш. 23.7435028° сх. д.
Під час розкопок 1996 року в рамках будівництва музею сучасного мистецтва у Афінах були знайдені рештки Ліцею.  Перші розкопки визначили місце спортивного залу та ряду класних приміщень, подальші роботи визначили місцезнаходження більшості будівель, які збереглися до нашого часу. Згодом, на місці розкопок було обладнано музей просто неба.

## См. також
- Академія Платона
- Теофраст